# Daviesia cardiophylla
Daviesia cardiophylla är en ärtväxtart som beskrevs av Ferdinand von Mueller. Daviesia cardiophylla ingår i släktet Daviesia, och familjen ärtväxter. Inga underarter finns listade i Catalogue of Life.